# Kamil Biliński
Kamil Biliński (ur. 23 stycznia 1988 we Wrocławiu) – polski piłkarz występujący na pozycji napastnika.

## Kariera klubowa
Karierę rozpoczął w KS-ie Brochów, skąd latem 2003 trafił do Śląska Wrocław. W sierpniu 2007 został na pół sezonu wypożyczony do Gawina Królewska Wola. Przed kolejnymi rozgrywkami powrócił do Śląska i zdobył wraz z klubem Puchar Ekstraklasy. Następnie ponownie wysłany został na wypożyczenia, kolejno do Znicza Pruszków, Górnika Polkowice oraz Wisły Płock. Latem 2012 opuścił Śląsk i przeszedł do litewskiego Žalgirisu Wilno. Na początku 2014 został graczem Dinama Bukareszt. Od 10 lipca 2015 został ponownie piłkarzem Śląska Wrocław, podpisując z klubem dwuletni kontrakt. W sezonie 2017/18 grał ponownie w Wiśle Płock. Od 2018 roku zawodnik łotewskiego klubu Riga FC.

## Kariera reprezentacyjna
Biliński wystąpił w reprezentacji Polski do lat 21 w przegranym 2:1 spotkaniu przeciwko Szwecji.

## Sukcesy

### Śląsk Wrocław
- Puchar Ekstraklasy: 2008/09

### Žalgiris Wilno
- Mistrzostwo Litwy: 2013
- Puchar Litwy: 2012/13
- Superpuchar Litwy: 2013

### Riga FC
- Mistrzostwo Łotwy: 2018, 2019
- Puchar Łotwy: 2018

### Indywidualne
- Król strzelców Młodej Ekstraklasy: 2008/09 (21 goli)
- Wicekról strzelców A lyga: 2013 (21 goli)
- Piłkarz roku Žalgirisu Wilno: 2012, 2013
- Pierwszoligowiec Roku w Plebiscycie Piłki Nożnej: 2021
- Król strzelców I Ligi: 2021/22 (19 goli)

## Ciekawostki

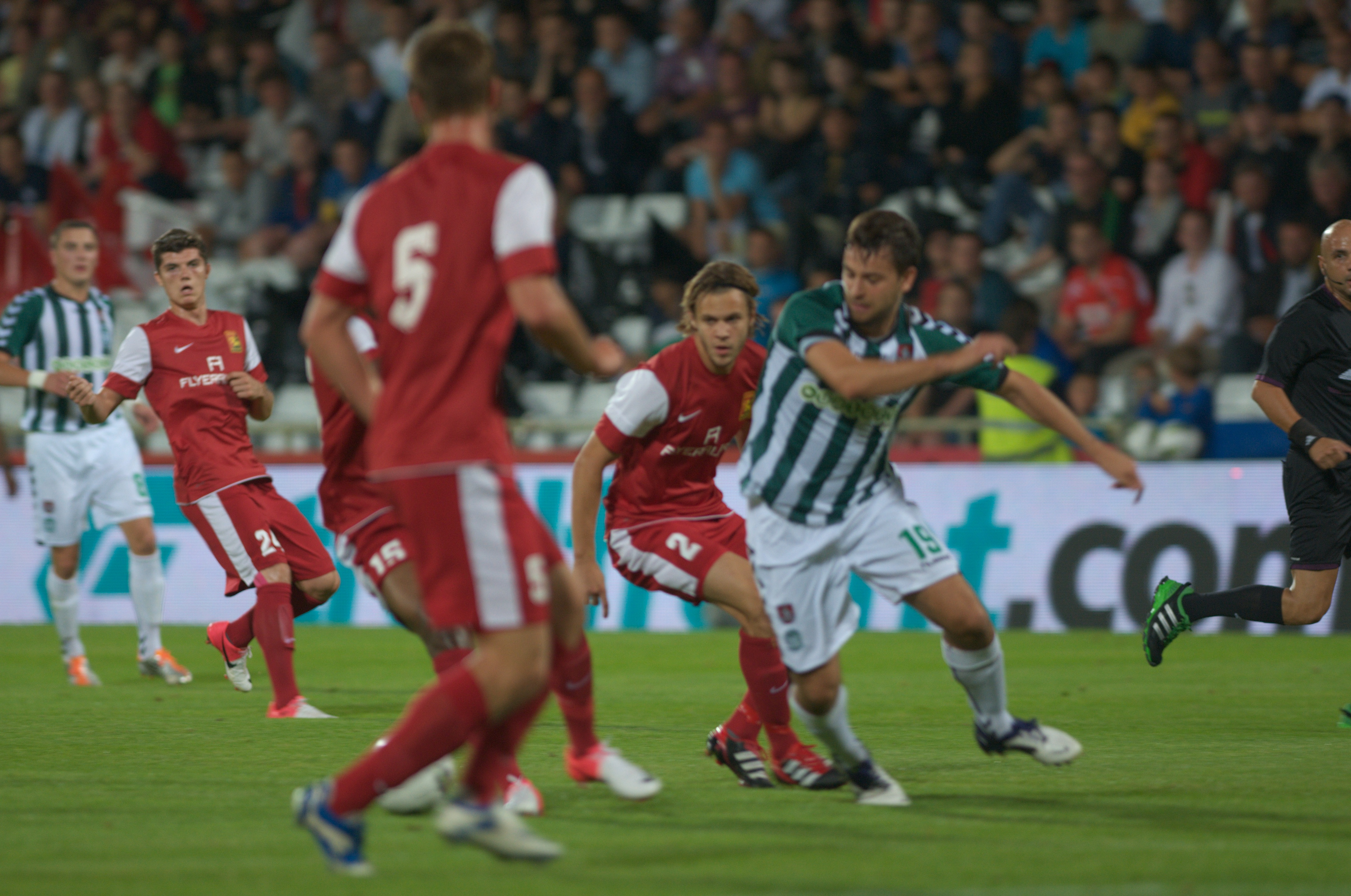
Biliński w meczu z Admirą Wacker w 2012

- W 2013 roku drużyna Žalgirisu Wilno, której zawodnikiem był Biliński w dwumeczu wyeliminowała Lecha Poznań w III rundzie eliminacyjnej do Ligi Europy UEFA[2].

- W 2019 roku po golu Bilińskiego w drugim meczu, Riga FC wyeliminowała mistrza Polski Piasta Gliwice w II rundzie eliminacyjnej do Ligi Europy UEFA[3].